# Germanist
Een germanist is de verkorte benaming van een licentiaat of doctorandus in de Germanistiek, de Germaanse taal- en letterkunde, dus een universitair gediplomeerde die in de loop van een opleiding van vier of vijf jaar een of meer Germaanse volkeren, hun cultuur, geschiedenis, taal en literatuur heeft bestudeerd. De belangrijkste Germaanse talen zijn het Nederlands, Duits, Engels, Fries, Noors, Deens, Zweeds en IJslands.